# سوسوزعثمانیه (احسانیه)
سوسوزعثمانیه (به ترکی استانبولی: Susuzosmaniye) یک منطقهٔ مسکونی در ترکیه است که در احسانیه واقع شده‌است.